# Věžový bytový dům s vodojemem
Věžový bytový dům s vodojemem je věžový panelový dům v Olomouci v Nové Ulici, navržený architektem Petrem Braunerem a postavený v roce 1973. Výjimečný je svou nástavbovou konstrukcí, a sice vyrovnávacím vodojemem. V tomto případě není konstrukce domu typicky panelová, ale jde o železobetonový skelet a základy sahají do hloubky 20 metrů. Nezvyklá sestava je umocněná ostrým kontrastem mezi průčelím panelového domu „odlehčeným“ lodžiemi a samotnou robustní konstrukcí vodojemu. V prosvětleném prostoru se nachází také mohutné potrubí (jedna část pod tlakem žene vodu vzhůru, druhá ji samospádem pouští do vodovodu). Hučící voda není slyšet a neruší obyvatele domu, jelikož potrubím neproudí vzduch.
Budova má celkem asi 14 poschodí (na konečném 15. podlaží se nachází sedm metrů velká chodba) a tyčí se do výšky 63 metrů. Svou výškou a zejména velmi nápadnou technologickou konstrukcí dominuje prostoru sídliště známého jako F1 (považovaného za nejlépe a nejkvalitněji soustředěnou bytovou výstavbu v Olomouci), kde jinak převládají deskové nebo terasové domy. Po rekonstrukci je dům zahalen do šedobílé fasády. Dříve nesl neonový nápis GRUNDFOS a ještě před tím nápis SIGMA. Díky těmto velkým reklamám byl tento dům výrazným prvkem na příjezdu po dálnici od Brna.
V budově se nachází celkem 62 bytových jednotek a vodohospodářská nástavba má kapacitu 1 000 m3 (tj. 1000 tun vody), čímž se elegantně vyřešily potíže se zásobováním pitnou vodou. Rovnoměrné zatížení domu při vypouštění vody zajišťují dvě komory vodojemu vložené v sobě, ale na sobě nezávislé.

## Galerie

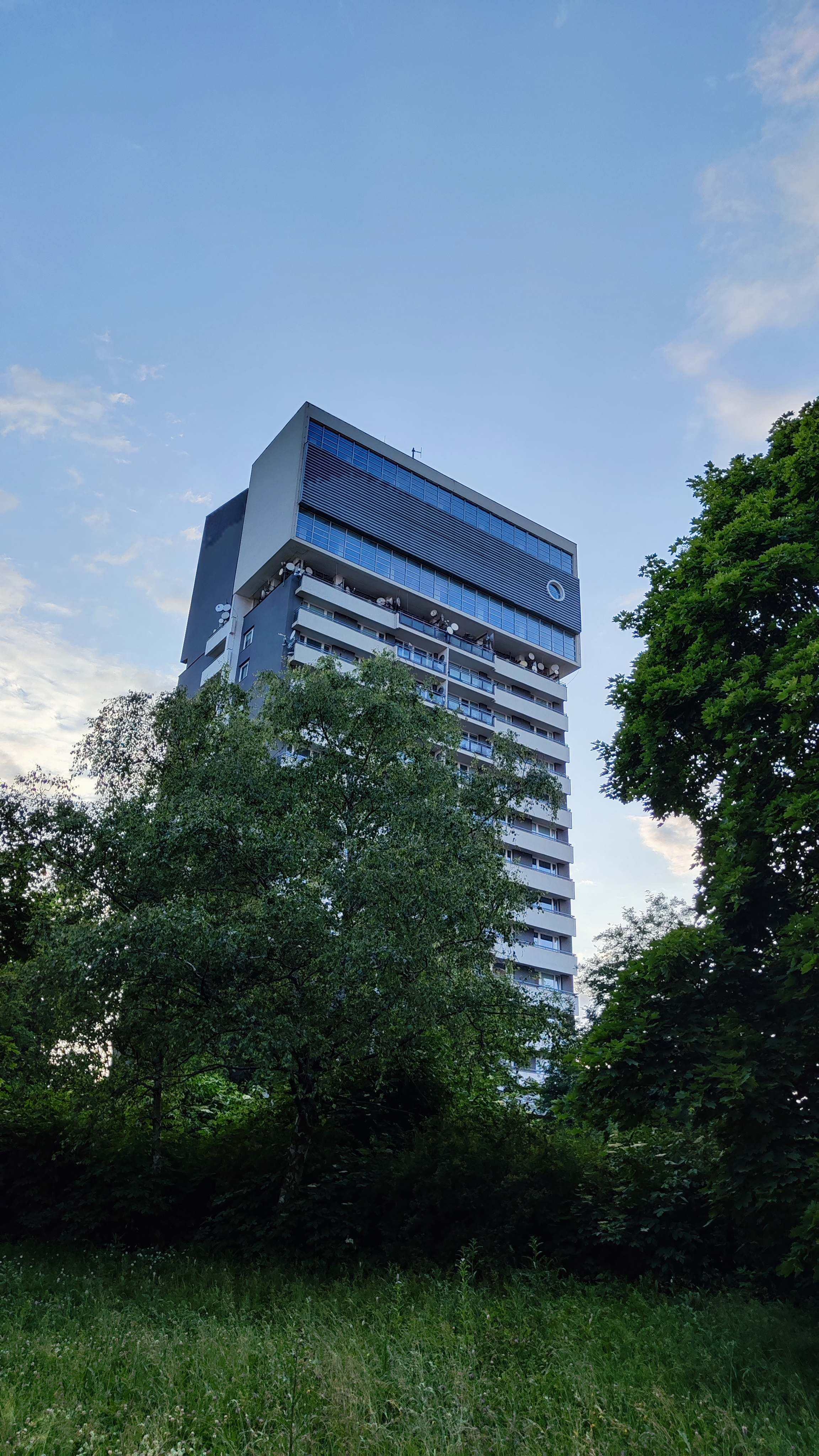
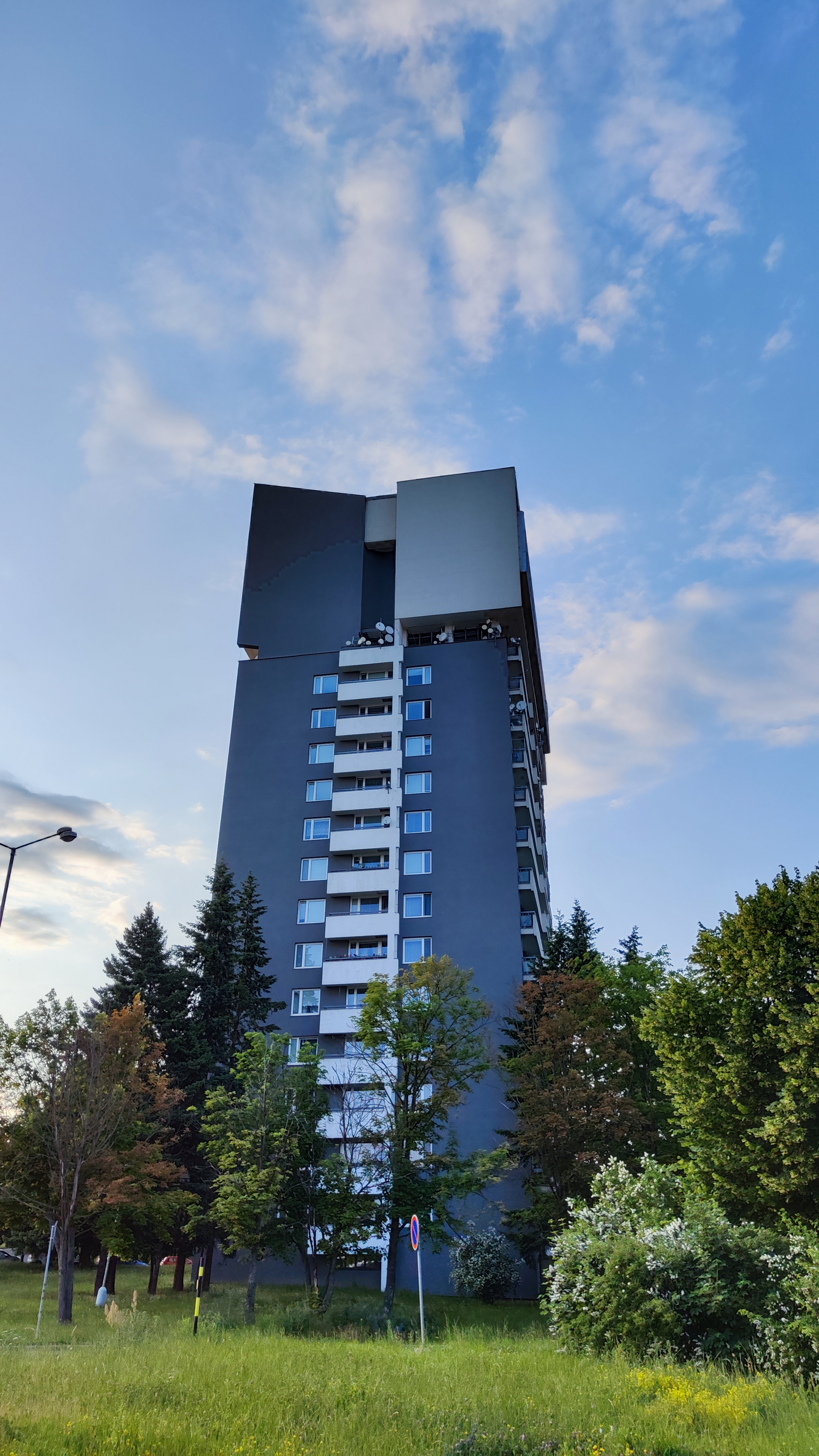
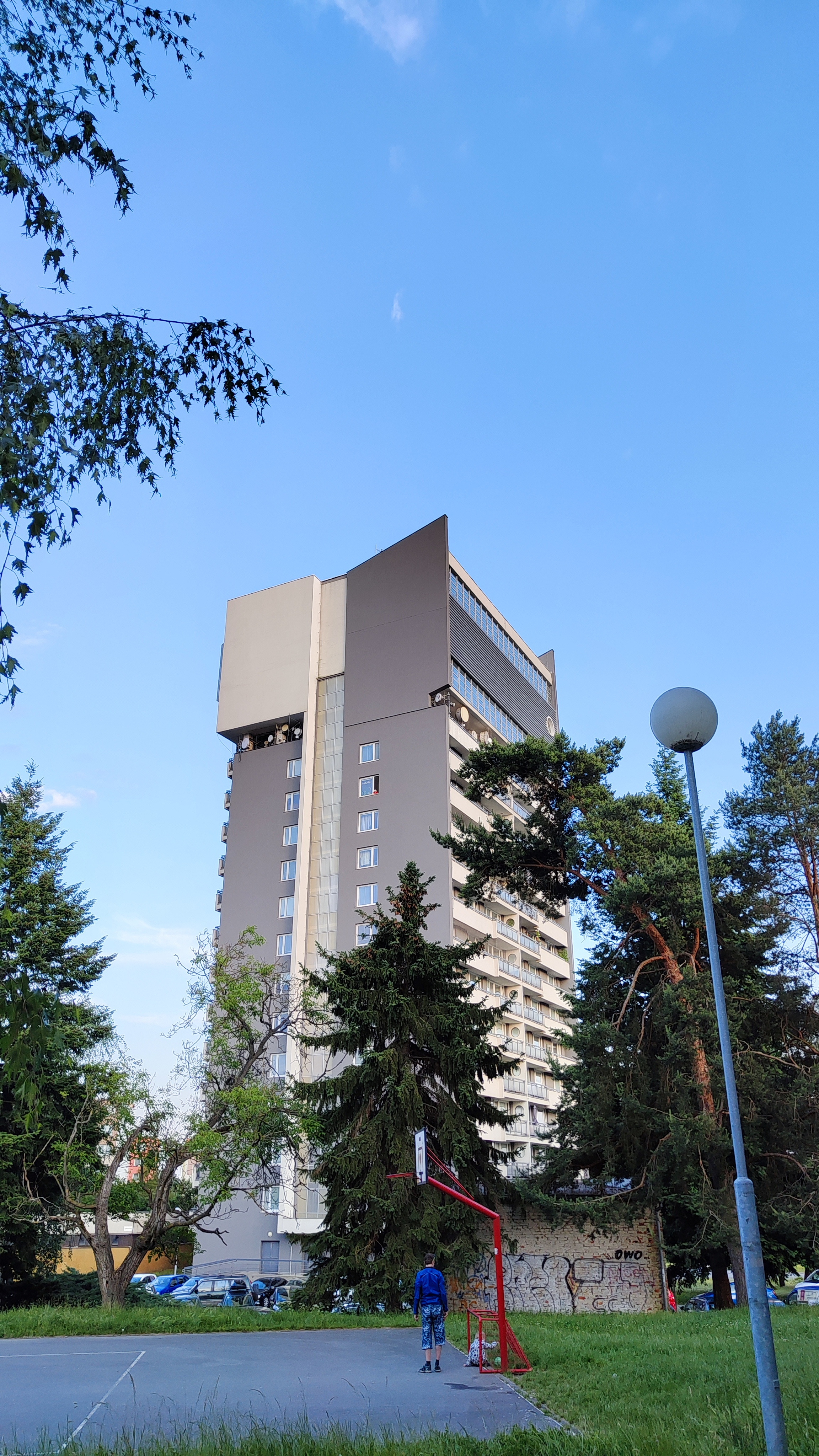

## Únik vody
Pouhé dva roky od výstavby byli nájemníci kvůli závadě na konstrukci vytopeni. Podobný problém postihl nájemníky i v červnu roku 2016, kdy bylo vytopeno asi 20 bytů a prolilo se tisíce litrů vody. V tomto případě voda unikla při opravách vadného uzávěru na vodojemu. Projektanti mysleli i na nejhorší. Pokud by se protrhla některá z nádrží, bytům by se měl příval vody vyhnout přepadem na boku budovy.